# Stockmakarebyn

Stockmakarebyn är ett mindre område med arbetarbostäder i Huskvarna. 
Stock är ett tidigare namn för gevärskolv. Stockmakarna vid Jönköpings Gevärsfaktori, som var skickliga och viktiga yrkesmän, blev länge kvar vid Smedjegatan i Jönköping, efter det att gevärsfaktoriet 1689 flyttat från Dunkehalla till Huskvarna. Först 1759 uppfördes den så kallade Stockmakarebyn, de hus som kom att ge namn åt den korta Stockmakaregatan. Denna börjar vid Jönköpingsvägen och ansluter vid Husqvarna Vapenfabriks huvudentré till Drottninggatan, som tidigare fortsatte åt söder och strax före Kvarnbron förenade sig med Jönköpingsvägen. Smedbyn på andra sidan Huskvarnaån, byggdes ungefär samtidigt.
Husen är i stort sett bevarade i ursprungligt skick.